# Gholson
Gholson è un centro abitato degli Stati Uniti d'America situato nella contea di McLennan dello Stato del Texas.
La popolazione era di 1.061 persone al censimento del 2010. Fa parte dell'area metropolitana di Waco.

## Geografia fisica
Gholson è situata a 31°43′47″N 97°13′43″W (31.729736, -97.228737), all'incrocio tra la FM 933 e la FM 1858, dodici miglia a nord ovest di Waco.
Secondo lo United States Census Bureau, ha un'area totale di 11,7 miglia quadrate (30 km²).

## Società

### Evoluzione demografica
Secondo il censimento del 2000, c'erano 922 persone, 347 nuclei familiari e 275 famiglie residenti nella città. La densità di popolazione era di 78,6 persone per miglio quadrato (30,3/km²). C'erano 374 unità abitative a una densità media di 31,9 per miglio quadrato (12,3/km²). La composizione etnica della città era formata dall'89,91% di bianchi, il 4,56% di afroamericani, l'1,84% di nativi americani, lo 0,11% di isolani del Pacifico, il 2,71% di altre razze, e lo 0,87% di due o più etnie. Ispanici o latinos di qualunque razza erano il 6,94% della popolazione.
C'erano 347 nuclei familiari dei quali il 31,7% aveva figli di età inferiore ai 18 anni, il 65,7% aveva coppie sposate conviventi, il 7,8% aveva un capofamiglia femmina senza marito, e il 20,5% erano non-famiglie. Il 17,3% di tutti i nuclei familiari erano individuali e il 6,6% aveva componenti con un'età di 65 anni o più che vivevano da soli. Il numero di componenti medio di un nucleo familiare era di 2,66 e quello di una famiglia era di 2,98.
La popolazione era composta dal 25,3% di persone sotto i 18 anni, il 10,2% di persone dai 18 ai 24 anni, il 27,9% di persone dai 25 ai 44 anni, il 26,4% di persone dai 45 ai 64 anni, e il 10,3% di persone di 65 anni o più. L'età media era di 38 anni. Per ogni 100 femmine c'erano 104,9 maschi. Per ogni 100 femmine dai 18 anni in giù, c'erano 101,5 maschi.
Il reddito medio di un nucleo familiare era di 37.500 dollari e quello di una famiglia era di 41.875 dollari. I maschi avevano un reddito medio di 27.656 dollari contro i 22.222 dollari delle femmine. Il reddito pro capite era di 15.868 dollari. Circa il 6,9% delle famiglie e l'11,0% della popolazione erano sotto la soglia di povertà, incluso il 10,8% di persone sotto i 18 anni e il 17,5% di persone di 65 anni o più.